# Distrikt Chicla

Blick vom Yuraccochas I nach Süden auf den Paso Ticlio; im Westen (rechts) befindet sich der Distrikt Chicla

Der Distrikt Chicla liegt in der Provinz Huarochirí in der Region Lima im zentralen Westen von Peru. Der Distrikt wurde am 4. März 1953 gegründet. Er besitzt eine Fläche von 244,1 km². Beim Zensus 2017 wurden 4045 Einwohner gezählt. Im Jahr 1993 lag die Einwohnerzahl bei 6091, im Jahr 2007 bei 7194. Sitz der Distriktverwaltung ist die 3793 m hoch gelegene Ortschaft Chicla mit 519 Einwohnern (Stand 2017). Chicla befindet sich 20 km nordöstlich der Provinzhauptstadt Matucana. Im Osten des Distrikts gibt es mehrere Minen.

## Geographische Lage
Der Distrikt Chicla befindet sich in der peruanischen Westkordillere im Nordosten der Provinz Huarochirí. Der Distrikt erstreckt sich über das Quellgebiet des Río Rímac. Im Südwesten wird der Distrikt vom Río Blanco, ein linker Nebenfluss des Río Rímac, begrenzt. Entlang der nordwestlichen Distriktgrenze verläuft ein Gebirgskamm mit Gipfeln über 5200 m. Eine wichtige Straßen- (Nationalstraße 22) und Eisenbahnverbindung durchquert den Distrikt und kreuzt die entlang der östlichen Distriktgrenze verlaufende kontinentale Wasserscheide am 4818 m hohen Paso Ticlio.
Der Distrikt Chicla grenzt im Süden und im Südwesten an den Distrikt San Mateo, im Westen an den Distrikt Carampoma, im Norden an den Distrikt Marcapomacocha, im Nordosten an den Distrikt Morococha sowie im Osten an den Distrikt Yauli (die drei zuletzt genannten Distrikte gehören zur Provinz Yauli).

## Ortschaften
Im Distrikt gibt es neben dem Hauptort folgende größere Ortschaften:
- Bellavista
- Carmen (1427 Einwohner)
- Casapalca (1629 Einwohner)
- Los Pinos (228 Einwohner)
- Río Blanco